# Калтентал
Калтентал (њем. Kaltental) град је у њемачкој савезној држави Баварска. Једно је од 45 општинских средишта округа Осталгој. Према процјени из 2010. у граду је живјело 1.625 становника. Посједује регионалну шифру (AGS) 9777141.

## Географски и демографски подаци
Калтентал се налази у савезној држави Баварска у округу Осталгој. Град се налази на надморској висини од 710 метара. Површина општине износи 22,1 km². У самом граду је, према процјени из 2010. године, живјело 1.625 становника. Просјечна густина становништва износи 73 становника/km².